# Mungiga

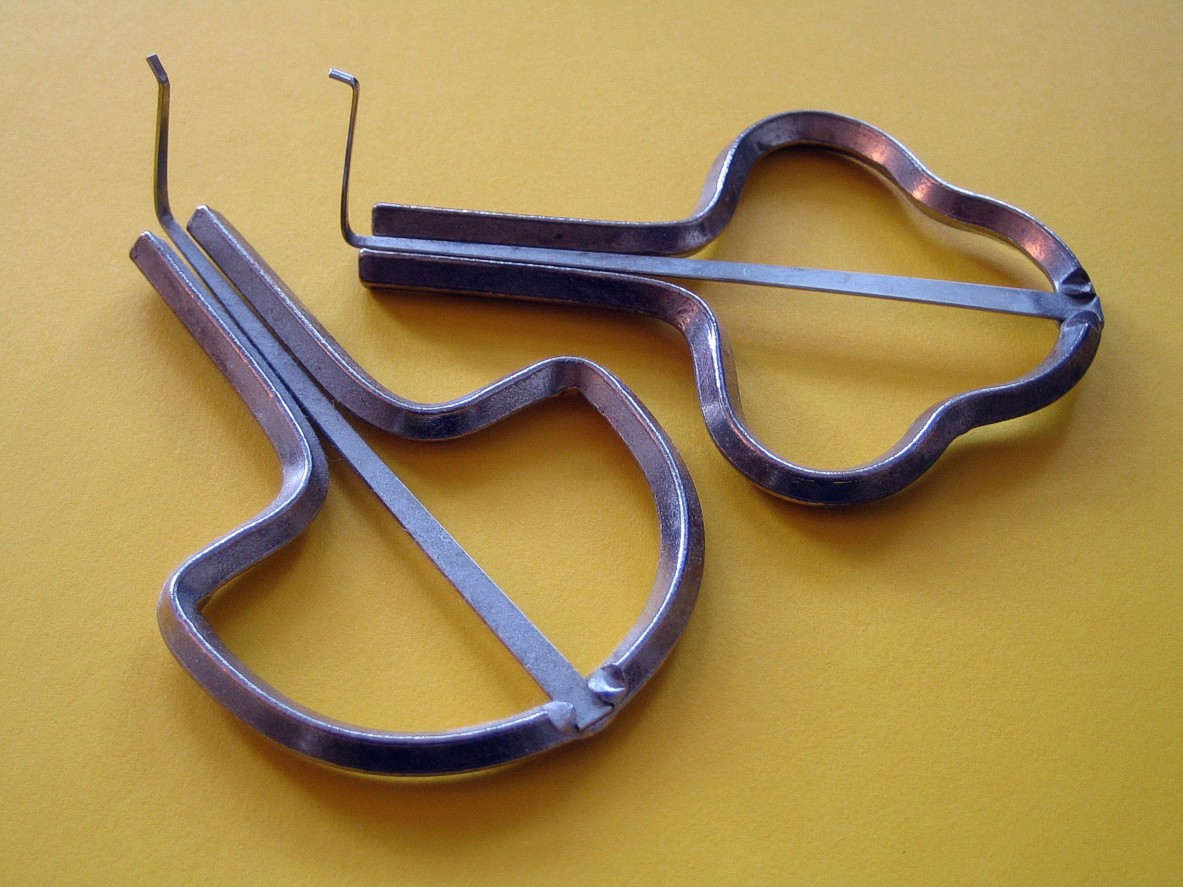
Mungigor från Slovakien.

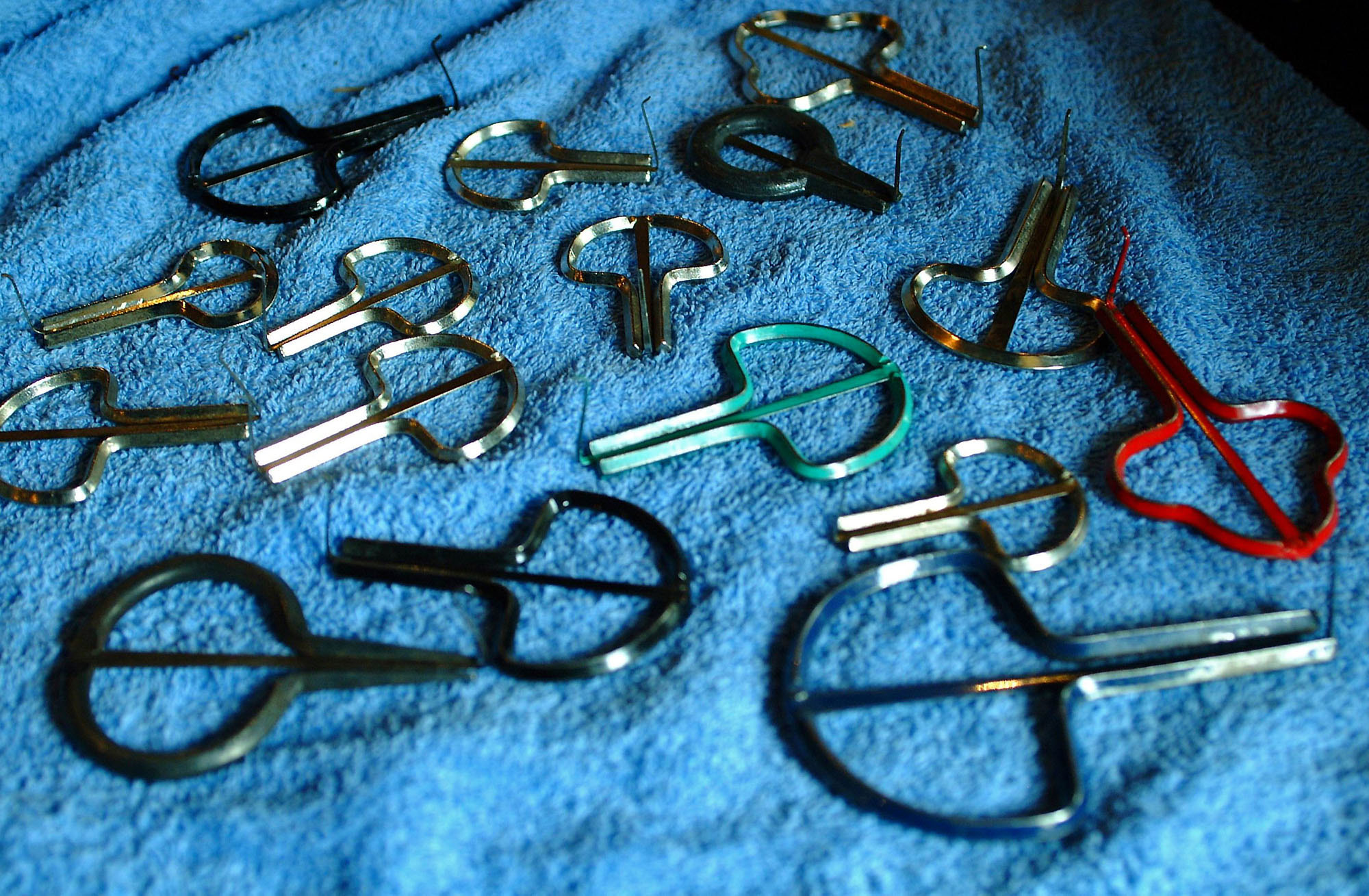
Mungigor av olika storlekar

Mungiga eller munharpa, i vissa fall även omnämnd som munbanjo, är ett musikinstrument där tonen frambringas genom att man knäpper på en fjädrande ståltunga som är fastsatt på en ram. Instrumentet hålls intill munnen mot tänderna (eller mot läpparna för att undvika skador på tänder) där munnen fungerar som resonator.
Mungigor tillverkas numera oftast av stål men tillverkas fortfarande i andra delar av världen av andra material, såsom trä och bambu. Under senare år har det även tillverkats mungigor i kompositmaterial. 
Idag är mungigan kanske mest förknippad med folkmusik, men förekommer även i modern musik, bland annat i låten Amazonia av metalbandet Gojira.

## Användning och utförande
Genom att ändra munnens form och blåsa samtidigt som man spelar går det att förstärka olika övertoner. Det finns flera sorters mungiga, allt mellan diskant och bas. Rent musikaliskt hålls tonen tillbaka av en bordun (grundton) när man spelar instrumentet. Man kan stämma mungigan i alla tonarter och det finns även mungigor som kan spela alla tonarter.

## Historia och spridning
Mungigan är ett av världens äldsta musikinstrument och har spridit sig över nästan hela världen. Man tror att instrumentet kom från Asien till Europa. Mungiga ska mestadels ha varit ett folkinstrument som under medeltiden var ett typiskt instrument för tiggarmusikanter och hovnarrar. Under 1800-talet upphöjdes det till virtuosinstrument, framför allt i Österrike-Ungern.
I främst Asien finns det otaliga varianter av mungigan, exempelvis dan moi. I Europa är Ungern det land som mest är känt för sina mungigor; landet har en rik folkmusiktradition och tillverkning av mungigor. 
I Sydamerika spelas den av mapuche-folket i Chile och Argentina, där den kallas för trompe.

## Mungigan i Sverige
Till Norden tros mungigan ha kommit under vikingatiden. Mungigor har påträffats vid flera arkeologiska utgrävningar i Skandinavien. De äldsta arkeologiska fynden av mungigor dateras till 1200- och 1300-talen. I Härkeberga kyrka i Uppland finns väggmålning av Albertus Pictor från 1480-talet som visar en lekare med mungiga.
Förutom att kallas för mungiga eller munharpa kallades den ibland för Näckens harpa eller Hin ondes järnfiol, då den ibland förknippades med trolldom och onda makter.
Det finns flera litterära källor i Sverige som tar upp mungigan, till exempel trakterar Fader Berg i Fredmans epistlar bland annat mungigan, August Blanche skrev på 1800-talet i 'Hyrkuskens berättelser' att 'mungigans skorrande tonder hördes i den svenska sommarnatten på Djurgården'.
I folkliga uppteckningar från slutet av 1800- och början av 1900-talet skildras hur mungigan tillverkades av hem- och bysmeder och sedan såldes på marknader eller i järnhandel samt av kringresande försäljare.
Mungigan tjänade som förströelse för drängar, kolare, timmerhuggare och annat folk.
Vid brist på "riktiga" spelmän fick mungigespelmännen spela på fester, bröllop och andra tillställningar. 
Under 1800-talet minskade mungigans popularitet till förmån för dragspel och munspel.
Under väckelserörelsens framväxt under slutet av 1800-talet stämplades instrumentet som syndigt, vilket bidrog till den minskade populariteten.
Under 1970-talet ökade mungigan i popularitet och åren 1970–1975 genomfördes SM i mungiga i Junsele.

## Musiker
Två berömda mungigesmeder är Zoltan Szilágyi från Ungern och Bjørgulv Straume från Norge.
Exempel på svenskar som trakterar mungigan professionellt är Klas af Edholm, Per Runberg, samt Hedningarnas Anders Norudde.
I Norge finns Terje Isungset, en slagverkare som utvecklat sin egen väldigt rytmiska spelstil där han använder sig av rösten för att väsa rytmiska ljud i mungiga samtidigt som han spelar på sin bastrumma och tamruin (highhat) med fotpedaler. Terje Isungset kan höras spela mungiga i bandet Groupa.